# Stadhouderskade 140-141
Stadhouderskade 140-141 bestaat uit een tweetal gelijkwaardige gebouwen  aan de Stadhouderskade/Singelgracht in De Pijp te Amsterdam-Zuid.
De twee panden zijn ontworpen door Jan Willem Hartgerink en Hendrik Dirks Kramer, die dit gedeelte van de Stadhouderskade bijna met zijn  tweeën volbouwden. Hartgerink en Kramer bedienden zich van de eclectische bouwstijl. De twee balkons vallen op alsmede de witte versieringen en vrij grote dakplint. De twee gebouwen in spiegelbeeld van elkaar gebouwd vallen in begin 21e eeuw op, doordat de begane grond in een afwijkende roodachtige kleur is geschilderd. De eigenaren van de gebouwen zouden destijds Hartgerink zelf, en de heren Abraham Hemsing en Willem Boon zijn. Zij hadden ook ruimte gekocht aan de Herengracht en Overtoom. Op de bouwtekening wordt tevens gerefereerd aan het complex Stadhouderskade 137-139.

## Eigenaren bij oplevering
Abraham Hemsing (1832-26 februari 1912) was een Amsterdamse houthandelaar. Hij is in 1863 getrouwd met Elisabeth Johanna de Zwaan (1836-14 januari 1917). Het echtpaar woonde in 1912 in de P.C. Hooftstraat 156. Zij hadden waarschijnlijk twee kinderen (Abraham jr. overleden in 1934 en Christoffel).
Willem Boom (circa 1834-31 mei 1894) was een timmerman. Hij was getrouwd met Anna van Raalte. Het echtpaar woonde enige tijd aan de Overtoom.

## Gebruik
Gebouw 140 diende jarenlang tot makelaarskantoor van Jac. Timmermans en tot kantoor van Pro Civibus, een verzekeringsmakelaar. Eerste bewoner was echter ingenieur Nicolaas Hendrik Nierstrasz.
Gebouw 141 diende voor en na de Tweede Wereldoorlog tot kantoor van Trein 8.28 H.IJ.S.M., maar in de Tweede Wereldoorlog zat er een Hulppost van Moeder en Kind waarbij men voorrangskaarten kon afhalen. Bij voorrangskaarten hoefden zwangere vrouwen of vrouwen met veel kinderen binnen het gezin niet in de lange rij voor voedsel te wachten. Eerste bewoner was Huibert Willem Ketjen (overleden in 1911), een gepensioneerd luitenant-kolonel bij de artillerie van het Nederlandsch-Indisch Leger. In 2016 is hier Dromenjager gevestigd, een stichting voor hulpbehoevende kinderen in naam van Guusje Nederhorst en gesticht door Dinand Woesthoff, resulterende in onder andere Woezel en Pip.
Oost ·
160 ·
158 ·
157 ·
156 ·
155 ·
151-154 ·
149-150 ·
145-146 ·
142-144 ·
140-141 ·
137-139 ·
135-136 ·
130-134 ·
129 ·
128 ·
125-127 ·
123-124 ·
116-122 ·
115 ·
110-113 ·
100-101 ·
97 ·
95-96 ·
93-94 ·
92 ·
91 ·
89-90 ·
87-88 ·
86 ·
85 ·
84 ·
82-83 ·
78-79 ·
77 ·
Heineken Brouwerij ·
74 ·
72-73 ·
69-70 ·
68 ·
67 ·
65-66 ·
64 ·
62-63 ·
60-60a ·
58-59 ·
56-57 ·
Willemshuis ·
Van Nispenhuis ·
Kapel van Sint Josephs Gezellen-Vereeniging ·
54 ·
52-53 ·
47-49 ·
Carel Willinkplantsoen ·
Polderhuis ·
Ruysdaelkade 2-4 ·
Judith Leysterbrug ·
42 (Rijksmuseum) ·
40-41 ·
31-35 ·
30 ·
29 ·
Park Centraal Amsterdam ·
Stedemaagd (Vondelpark) ·
Byzantium ·
Koepelkerk ·
12 (Marriott) ·
Persilhuis ·
7 ·
5 ·
3 ·
1 ·
West